# Myebon
 Myebon  (birman : မြေပုံမြို့ est une ville de Birmanie.

## Histoire
En 1945, durant la Seconde Guerre mondiale pendant la Campagne de Birmanie a lieu dans la région la bataille de la colline 170 entre la 14e armée (Royaume-Uni) et l'Armée régionale japonaise de Birmanie.
En octobre 2010, une grande partie de la région est dévastée par le cyclone Giri. Certains villages sont complètement détruits par la tempête et des milliers de personnes se sont retrouvées sans abri.